# Ipswich
 (novembre 2019).
Le contenu est difficilement compréhensible vu les erreurs de traduction, qui sont peut-être dues à l'utilisation d'un logiciel de traduction automatique.
Pour les articles homonymes, voir Ipswich (homonymie).
Ipswich (prononcé en anglais : [ˈɪpswɪtʃ]) est une ville britannique au statut de borough, chef-lieu du comté du Suffolk. Comptant 133 384 habitants en 2011, elle est située en Angleterre de l'Est, à une centaine de kilomètres de Londres.
Le centre-ville présente un choix important de boutiques, magasins, bars et restaurants, tandis que l'agglomération propose un mélange dynamique de patrimoine avec plusieurs musées, théâtres, cinémas, bars et boîtes de nuit. La ville conserve intactes les traces d'origine très ancienne : 650 maisons et 12 églises médiévales sont classées. Les beaux parcs d'Ipswich sont une part importante des héritages de la ville, les habitants et visiteurs pouvant accéder à plus de 500 hectares d'espaces verts. Son emplacement, sur l'estuaire de l'Orwell, à une quinzaine de kilomètres du port de Felixstowe, lui confère une double vocation de port fluvial et de centre de voile. Ipswich est de fait l'avant-port de Felixstowe, tête de pont du trafic de marchandises britanniques avec l'Europe du Nord, avec cependant une activité économique très diversifiée.
Ville étudiante, Ipswich abrite depuis 2007 l'université du Suffolk, dont le campus est situé sur le port. À proximité de la ville se trouvent les côtes maritimes du Suffolk, patrimoine de la région et la beauté naturelle des forêts de Thetford et Rendlesham. Les villes les plus proches sont Felixstowe, dans le même comté du Suffolk, puis Harwich et Colchester dans le comté de l'Essex.

## Culture locale et patrimoine

### Portraits par Gainsborough auXVIIIesiècle
Sir Richard Lloyd (1696-1761) (en), y fut rapporteur ainsi qu'à Harwich et Orford. Il fut membre du Parlement Britannique (MP) pour les comtés de Mitchell (1745 – 1747), de Maldon (1747–1754) et de Totnes (1754 – 1759).. Il se retira lors de sa nomination au service de l'Échiquier en 1759. Thomas Gainsborough fit son portrait au début des années 1750. La coupe et le motif du magnifique gilet rappellent la mode de la décennie précédente.
John Gravenor, apothicaire et homme politique local, se fait représenter avec sa famille en 1754.
Le révérend Samuel Kilderbee (1725-1813) ecclésiastique, avocat et employé de la ville, était également connu pour son étroite amitié avec le peintre.
John Sparrowe fut huissier de justice d'Ipswich à treize reprises. Son portrait était accroché dans sa vieille maison médiévale, célèbre pour sa belle façade en plâtre décoré.

Gainsborough
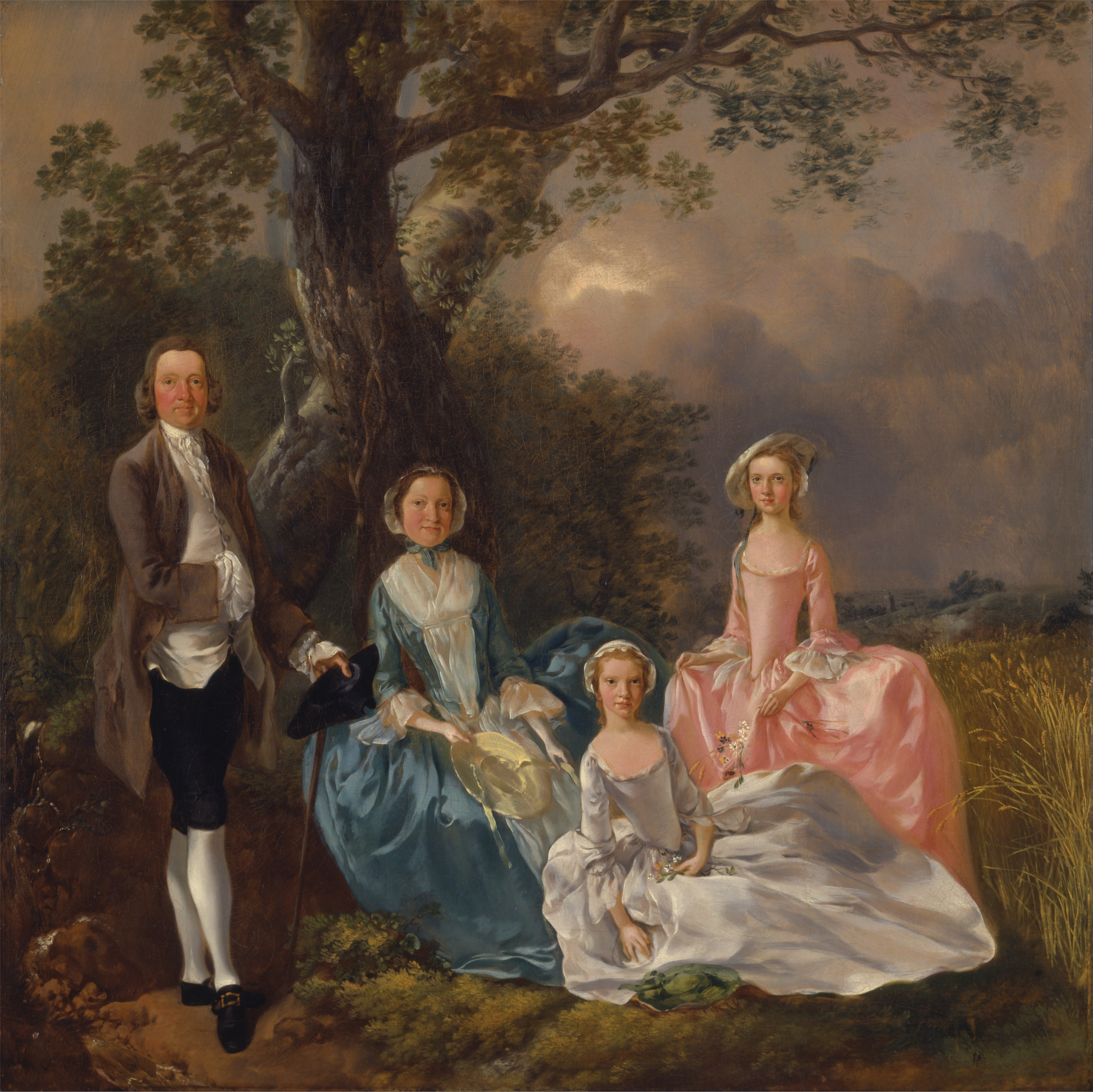
John et Ann Gravenor avec leurs filles, 1754 Yale Center for British Art
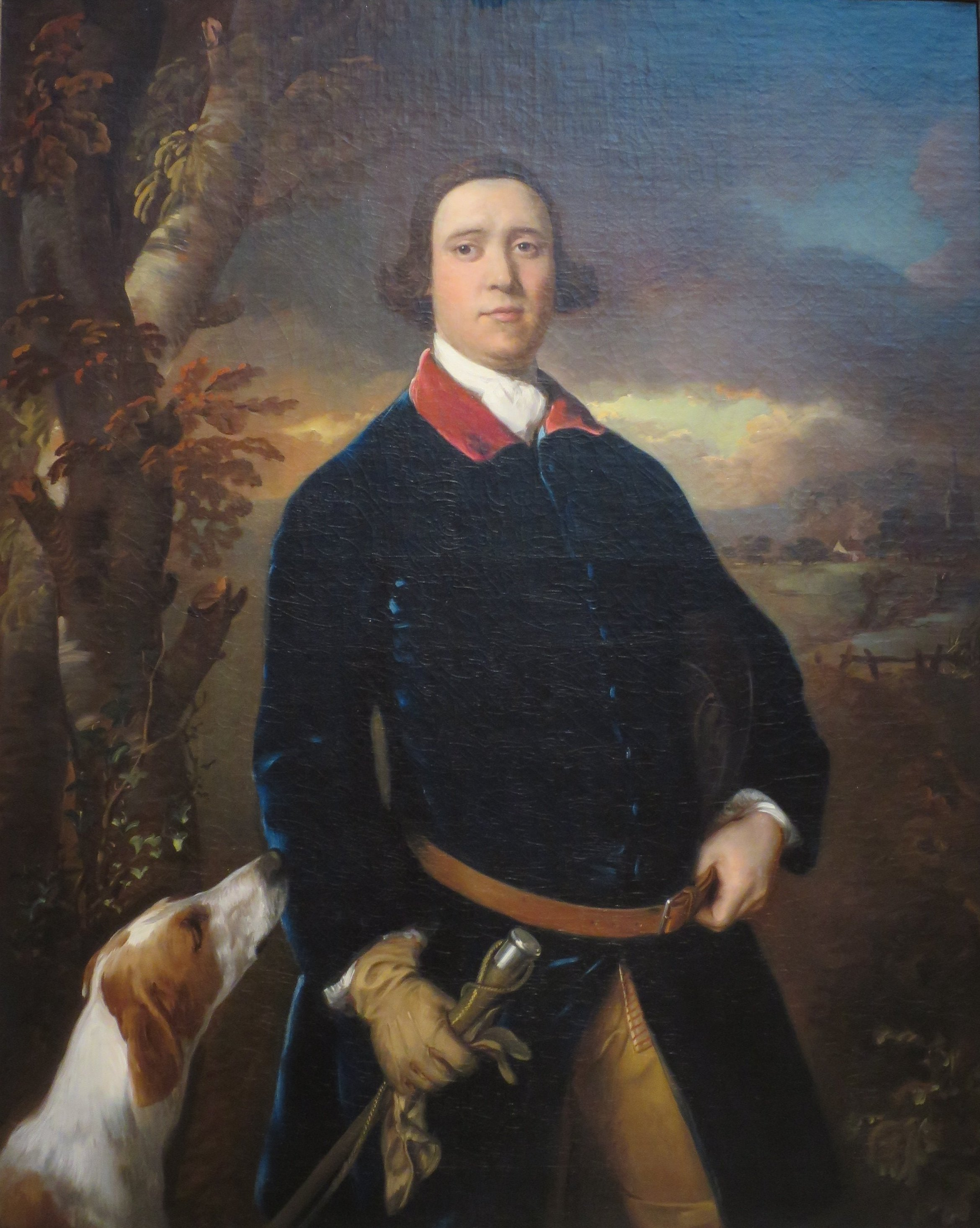
Samuel Kilderbee d'Ipswich, vers 1755 California Palace of the Legion of Honor
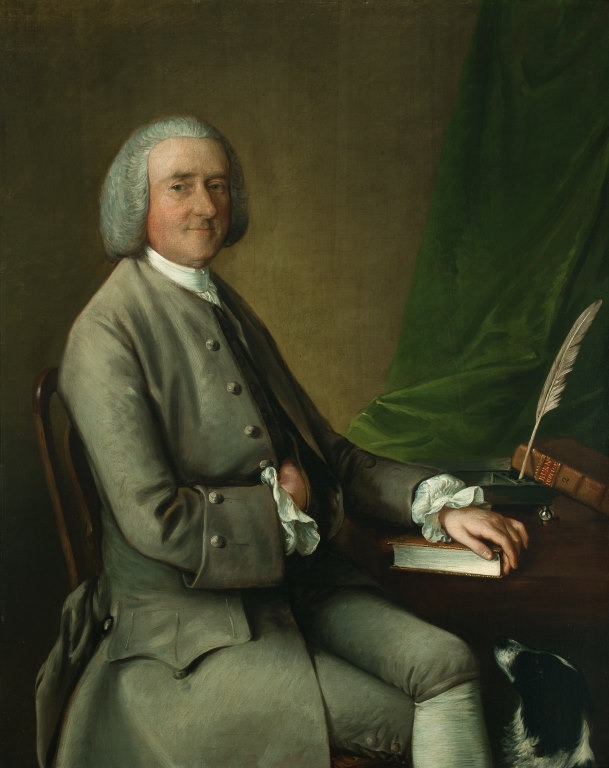
John Sparrowe, 1755-1758 Auckland Art Gallery
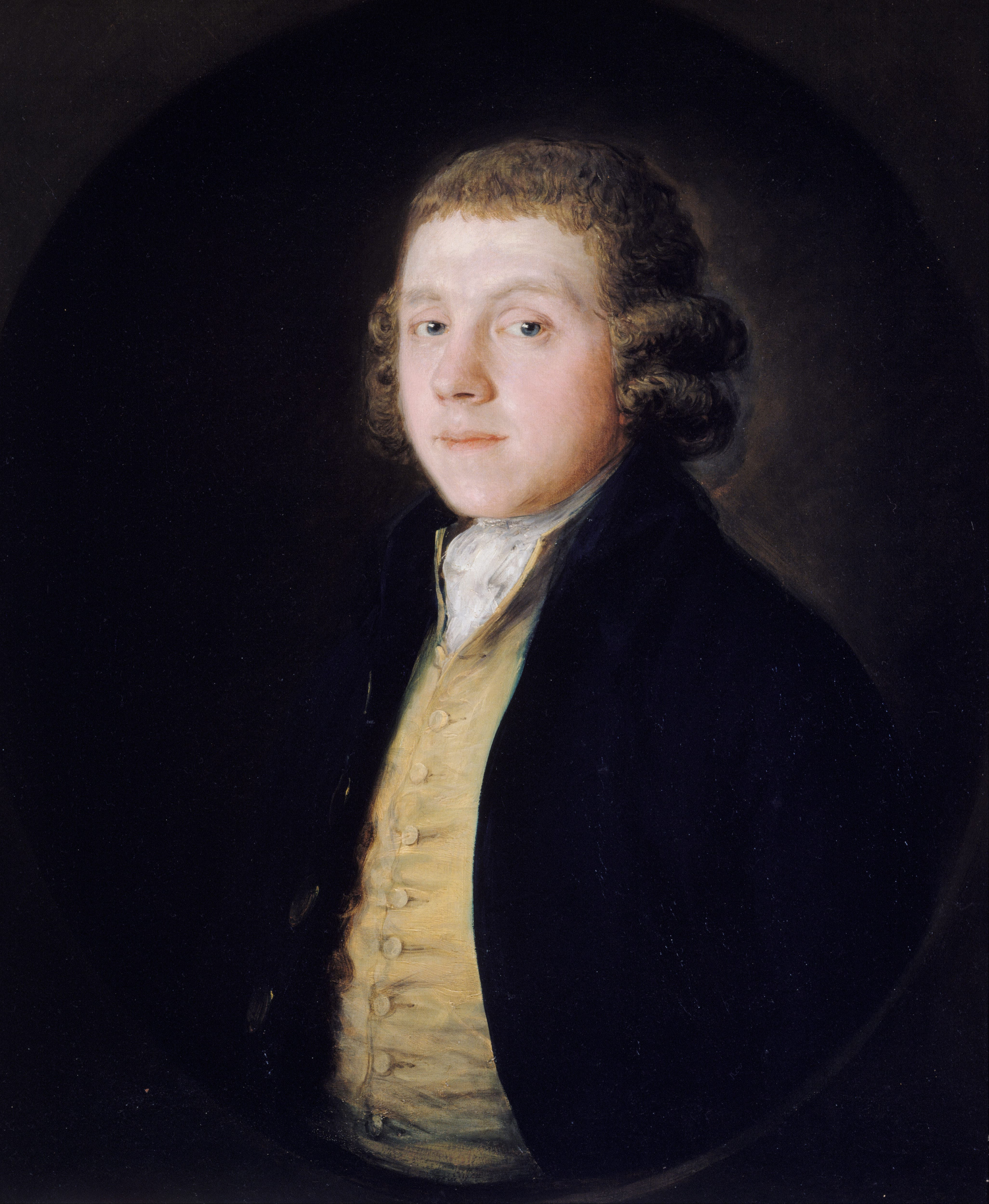
Le Reverend Samuel Kilderbee (1725-1813), vers 1758 Galerie d'art de Nouvelle-Galles du Sud

### Monuments et lieux touristiques

#### Parcs et jardins
Les beaux parcs d’Ipswich sont une part importante de la ville. Habitants et visiteurs peuvent accéder à 500 hectares d’espace vert à travers la ville. 
Certains des parcs historiques, comme celui de Chantry, Christchurch et Holywells, sont enregistrés parcs d’importance nationale. Même les plus petits parcs, tels que Alexandra, Bourne, Gippeswyk et Stone Lodge, sont des espaces verts importants d’intérêt historique local.
Les principaux parcs d’Ipswich sont :
- Alexandra Park
- Bourne Park
- Chantry Park
- Christchurch Park
- Gippeswyk Park
- Holywells Park
- Landseer Park
- Orwell Country Park

Les rangers de la flore et de l’éducation sont responsables de la gestion de ses espaces verts. Ils aident à la programmation des événements dans ces espaces et travaillent avec de nombreuses écoles locales afin de sensibiliser le public sur la flore d’Ipswich.

#### Le port d’Ipswich
L’emplacement d’Ipswich sur l'estuaire de l'Orwell, à une quinzaine de kilomètres du port de Felixstowe, lui confère une double vocation de port fluvial et de centre de voile. Ipswich est en fait l'avant-port de Felixstowe, la tête de pont du trafic des marchandises avec l'Europe du Nord.
Le port d’Ipswich est riche en histoire avec des bâtiments datant de l'époque victorienne. Le Quai à Ipswich est une aquarelle de 1811, réalisée par William Sawrey Gilpin. Elle est conservée à l'University of Dundee.
Très animé de jours comme de nuit, on y trouve des restaurants, hôtels et pubs. Partie étudiante de la ville, l’université est placée sur le port.

### Patrimoine culturel

#### Musées

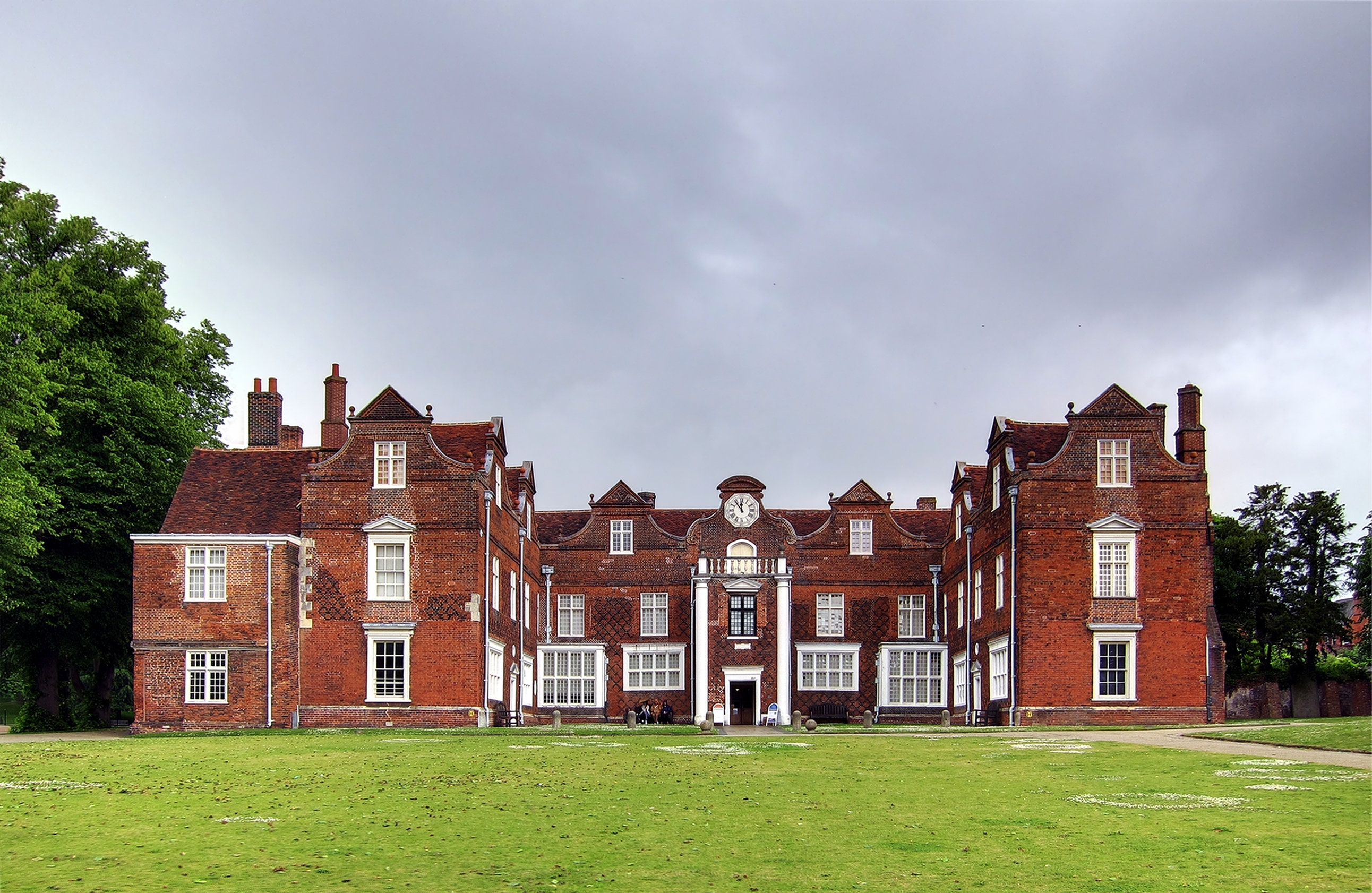
Christchurch Mansion

##### Colchester and Ipswich Museum Service
Les musées de Colchester et Ipswich ont fusionné le 1er avril 2007, pour créer un tout nouveau musée pour les deux villes. Cette initiative unique, première en son genre, créer un mouvement social, économique et culturel, offrant à la population de Colchester et Ipswich un service de musée de qualité. Cette fusion fournit la plus grande ressource éducative de la région d’Essex et de Suffolk. L’assemblement des musées combiné au partenariat de Suffolk University et Suffolk New College offre la possibilité de développer plus facilement l’art contemporain de la ville et la région. 
L'École des Arts d'Ipswich a attiré de nombreux talentueux artistes, sculpteurs et graveurs.

##### Christchurch Mansion
Ce musée, situé à Christchurch Park, conserve le passé historique d’Ipswich. On peut y découvrir la plus grande collection de tableaux de Gainsborough ainsi que des œuvres de nombreux autres artistes inspirés par la beauté des paysages de l’est de l’Angleterre. Christchurch Mansion est géré par Colchester and Ipswich Museum Service.

##### Ipswich Transport Museum
Ipswich Transport Museum possède la plus grande collection de modes de locomotion en Grande-Bretagne consacrée à une seule ville. Il préserve le patrimoine de transport d’Ipswich depuis 1965. Tous les engins de transport qu’on peut découvrir ont été soit fabriqués soit utilisés à Ipswich ou ses alentours.

#### Théâtre

##### Regent Street Theatre
Regent Theatre est l'un des plus grands théâtres de l’Est de l’Angleterre avec 1 535 places. Il est exploité et appartient à Ipswich Borough Council. Il présente régulièrement des spectacles, des représentations de musique internationale, de comédie et des productions amateurs de haute qualité. Il a ouvert ses portes en 1929 en tant que salle de cinéma.

##### New Wolsey Theatre
Théâtre de 400 places situé au cœur de la ville, The New Wolsey Theatre a été créé en 2000. 
Avec pour mission des représentations de haute qualité, avec des œuvres diverses et accessibles, il s’est hissé à une place de leader national pour la diversité de son audience, pour encourager et développer les artistes de minorités ethniques et pour les styles de productions musiciens/acteurs. Ayant un programme éclectique de production propre au théâtre, le New Wolsey Theatre coproduit et collabore avec les principaux producteurs du Royaume-Uni, des théâtres et des entreprises s’engagent intensivement avec un large éventail de personnes à travers son travail créatif d’apprentissage.

#### Cinéma
Ipswich possède plusieurs cinémas, depuis de grands complexes comme Cine World, jusqu'à des salles plus intimistes et sélectives comme Ipswich Film Theatre.
Des séances de films, sous-titrées en français, sont fréquemment proposées au cinéma Ipswich Film Theatre.

#### Cafés, restaurants et hôtels
Le centre ville et le port d’Ipswich offrent un grand nombre d’endroits où l'on peut boire un verre ou se restaurer. Du café de grande chaîne en passant par le café italien, le fast food, le restaurant chic ou bien les pubs et boîtes de nuit, Ipswich combine tous les choix en matière de sortie.

### Manifestations culturelles et festivités

#### Ipswich Arts Festival
Le caractère festif de la ville est marqué depuis 2003 avec l’arrivée d’Ipswich Arts Festival, le festival événementiel de la ville organisé entre juin et juillet.
C’est le rendez-vous événementiel en matière d’arts visuels, arts de la scène, littérature, films et musique.
Ce festival regroupe 50 événements en 2 semaines. Music Day, son événement phare, est la plus grande journée musicale gratuite de l’est de l’Angleterre avec plus de 40 000 participants en 2010.
Ip-art a pour but de promouvoir et d’encourager les arts du mieux possible en fournissant un programme événementiel qui permet à tous les publics d’en profiter et de l’apprécier.
En partenariat avec des entreprises et médias locaux, Ip-art délivre un programme événementiel riche et diversifié, qui ajoute à la ville un développement culturel et économique.
Le festival Ip-art est organisé par Ipswich Borough Council, Conseil Municipal d’Ipswich avec le soutien de Festival Management Group et de nombreux organismes d’arts, des partenaires commerciaux et des partenaires médias.
Le festival Ip-art est le plus grand festival de l’Angleterre qui s’autofinance, cela étant possible grâce aux relations de travail avec le secteur public et privé, les partenaires culturels et artistiques. 
Le festival Ip-art a remporté l’Award « Tourism Event of the Year », soit l’événement touristique de l’année, aux Awards de la région Est de l’Angleterre en 2009.

#### Ipswich Maritime Festival
Ipswich Maritime Festival est le festival événementiel du port d’Ipswich. Il a lieu pendant deux jours en août. Des visites de navires, plusieurs spectacles de plein air, expositions, marchés, concerts de musiques traditionnelles et feu d’artifice sont organisés.

### Sports
Ipswich confère de nombreuses commodités sportives telles que deux piscines, un terrain de football, un complexe sportif et un centre de gymnastique.
Le club professionnel de football de la ville, Ipswich Town Football Club, a été créé en 1878 et joue actuellement  en Premier League . Il a une forte rivalité avec Norwich, ville située au nord de la même région. Ipswich accueille aussi plusieurs clubs qui ne sont pas en league comme Ipswich Wanderers et Whitton United, Achilles, Crane Sports et Ransomes Sports et plusieurs autres leagues de Suffolk et d’Ipswich.
En termes de football américain, on trouve la fameuse équipe The Ipswich Cardinals.
En ce qui concerne le rugby, il y a deux équipes amateurs. Rugby Union teams, Ipswich RUFC joue à London 3 North East League et à Ipswich YM RUFC. Les amateurs Rugby league side, Ipswich Rhinos jouent à Rugby league conference.
Le centre de gymnastique d’Ipswich est l’un des trois centres complets de gymnastique olympique certifié en Angleterre. Le club est également le siège de gymnastes internationaux.
Ipswich a également une équipe de natation formée depuis 1884 basée à la piscine Crown Pools.

### Jumelage
- Arras (France) depuis 1992

La ville d’Ipswich est jumelée avec la ville française d’Arras depuis novembre 1992. Arras, située au nord de Paris, est la capitale historique, administrative et universitaire du Pas-de-Calais. Pour célébrer le jumelage avec Ipswich, la place Viviani, sur laquelle donne l'église Saint-Jean-Baptiste, est renommée « place d'Ipswich ». Elle est ornée d'une cabine téléphonique rouge, cadeau de la capitale du Suffolk. De son côté, Ipswich a renommé une place « Arras Square ».

## Géographie

### Topographie
La superficie de la ville est de 39.42 km2 rassemblant 128 000 habitants.

### Hydrographie
La rivière Orwell traverse la ville d’Ipswich. La ville bénéficie d’un port, qui est en fait le prolongement d’un canal. Les habitants et visiteurs peuvent alors profiter d’activités nautiques telles que des visites du canal en bateau très prisé durant la période estivale.

### Climat
Le climat est humide et tempéré. 
La moyenne estivale est de plus de 15 °C et varie généralement de 19 °C et jusqu'à 23 °C.
En automne, la moyenne est de 9 °C et peut varier en général entre 2 °C et 14 °C. 
En hiver, la moyenne est de 5 °C et varie généralement de 0 °C à 10 °C. 
Au printemps, la moyenne est de 9 °C et peut varier en général entre 3 °C et 20 °C.

### Transport
Un réseau assez dense de lignes de bus dessert l’ensemble de la ville. La circulation routière est en général fluide.
Ipswich est accessible depuis l'Europe continentale par avion, train ou ferry.
Pour accéder à Ipswich en avion d'Europe continentale, l’aéroport le plus proche est Londres-Stansted. Il se situe à moins de 80 kilomètres d’Ipswich et un réseau fréquent d’autocars, « coachs », dessert l’aéroport.
La gare d'Ipswich permet de desservir cette partie de l'Angleterre.

## Urbanisme

### Morphologie urbaine
L’agglomération d’Ipswich s’est largement développée hors des limites de la commune avec seulement 85 % de la population vivant  intra-muros au moment du recensement en 2001. Elle fut à ce moment-là la 3e ville la plus peuplée de l’est de l’Angleterre et la 38e plus grande zone urbaine en Angleterre.

## Toponymie
Le nom moderne est dérivé du nom medieval « Gippeswick » (aussi écrit « Gipewiz », « Gepeswiz » ou « Gypeswiz ») vient probablement de « River Gipping » qui est le nom de la section non-marée de la rivière Orwell.

## Politique et administration

### Statut administratif
Ipswich est la capitale administrative de la région du Suffolk.

#### Autorités locales

##### le Conseil Municipal
Ipswich Borough Council est le conseil municipal. 48 conseillers sont responsables de la politique de prestation de services et de la gestion financière du Conseil. Le Conseil emploie des agents qui sont responsables de sa gestion quotidienne. 
Les conseillers municipaux sont élus par la communauté afin de décider de la manière dont le Conseil devrait procéder en ce qui concerne ses différentes activités. Ils représentent l'intérêt public ainsi que les individus vivant dans le quartier dans lequel il ou elle a été élu pour un mandat.
Pour ce faire, ils ont des contacts réguliers avec le grand public, soit par des réunions du Conseil, les appels téléphoniques ou des interventions. Les interventions donnent l'occasion à tous les résidents de parler directement aux conseillers.

##### le Maire
Contrairement aux communes françaises, Ipswich est dirigée par son conseil municipal. Le maire, quant à lui, dispose d’un rôle important de représentation de sa commune. Les maires en Angleterre accomplissent un mandat de 1 an.

## Population et société

### Enseignements

#### Établissement scolaires
Le quartier de l’éducation lie le centre ville et le port d’Ipswich. Ce domaine a fait l’objet de plus de 150 000 £ d’investissement, soit environ 170 000 € dans l’université de Suffolk. 
Le quartier de l’éducation a trois établissements principaux :
- Suffolk New College ;
- Suffolk County Council ;
- Ipswich Borough Council, le conseil municipal.

Ipswich Borough Council, a été le plus grand participant au projet de l’université de Suffolk. 
En réunissant tous les biens fonciers sur le port, le quartier de l’éducation est en mesure de répondre à la croissance à venir grâce à New Suffolk College et l’université de Suffolk pour de nombreuses années à venir.
Cette évolution dans le domaine de l'éducation a fourni la plus forte impulsion jamais vu au développement économique d’Ipswich aussi bien à court terme qu’à long terme. 
Ces établissements d'enseignement ont changé la vie à Ipswich, en encourageant de nouvelle croissance dans la ville dans le domaine de l’éducation, des affaires et du commerce.

### Vie universitaire
University Campus Suffolk (UCS)
La création du campus universitaire à Ipswich a été activée par un innovant partenariat entre les universités d’Essex, East Anglia mais aussi les collèges partenaires de Otley, Suffolk New Colleges et aux alentours d’Ipswich Great Yarmouth, Lowestoft Colleges et West Suffolk College.
Les universités, en s'appuyant sur leur réputation bien établie dans l'enseignement et la recherche, collaborent avec les collèges pour offrir un programme professionnel pertinent dans la région de Suffolk.
Les nouveaux établissements ont été financés par East of England Development Agency, Ipswich Borough Council et Suffolk County Council, ainsi que de nombreuses entreprises de la région de Suffolk.
L’inauguration de l’université a eu lieu le 1er août 2007, et a officiellement ouvert ses portes en septembre 2007.

## Personnes connues
- Thomas Wolsey, devenu le cardinal Wolsey, est né à Ipswich et était le plus célèbre résident de la ville, si bien que quelques rues et bâtiments anciens et récents portent son nom.

- Le chanteur Ed Sheeran est un fan du club de football Ipswich Town et il sponsorise leur maillot depuis 2021. Il avait d'ailleurs joué de la musique dans plusieurs pubs de la ville avant de connaître le succès.

- Tom Baxter, chanteur et compositeur, frère du chanteur Charlie Winston, a vu le jour dans cette ville le 29 octobre 1973.

- Sam Claflin, acteur qui est apparu dans la saga Hunger Games et dans la série policière Peaky Blinders est aussi né dans cette ville en 1986.

- Thomas Gainsborough (1727-1788), artiste anglais y a travaillé au cours de sa carrière.

- Connie Powell, joueuse de rugby à XV faisant partie de l'équipe féminine des Harlequins évoluant au poste de talonneuse, est née à Ipswich le 13 juillet 2000.

- Jane Lapotaire, qui est actrice a aussi vu le jour dans cette même ville à la fin 1944.

- Deux des membres de la famille Fiennes, Ralph et Sophie, reconnus dans le cinéma britannique virent aussi le jour dans cette même ville en une demi décennie, fin 1962 pour le premier et début 1967 pour la seconde.